# Хидрографија
Хидрографија је грана примјењених наука која се бави мјерењем и описом физичких карактеристика океана, мора, обалних подручја, језера и ријека, као и предвиђањем њихових промјена током времена, првенствено ради безбједне пловидбе и подршке свим осталим поморским активностима, укључујући и економски развој, безбједност и одбрану, научна истраживања и заштиту животне средине.

## Историја
Порекло хидрографије лежи у прављењу карата за помоћ у навигацији, од стране појединачних помораца док су пловили у нове воде. То је обично била приватна својина, чак и строго чуване тајне, појединаца који су их користили за комерцијалну или војну надмоћ. Како су се прекоокеанска трговина и истраживање повећали, хидрографска истраживања су почела да се спроводе као самостална активност, а наручивање истраживања све више су вршиле владе и посебне хидрографске канцеларије. Националне организације, посебно морнарице, схватиле су да прикупљање, систематизација и дистрибуција овог знања даје велике организационе и војне предности. Тако су рођене посвећене националне хидрографске организације за прикупљање, организацију, објављивање и дистрибуцију хидрографских информација уграђених у карте и правце пловидбе.
Пре оснивања Хидрографске канцеларије Уједињеног Краљевства, капетани Краљевске морнарице били су одговорни за обезбеђивање сопствених карата. У пракси је то значило да су бродови често пловили са неадекватним информацијама за безбедну пловидбу, а да су при испитивању нових подручја подаци ретко долазили до свих оних којима су били потребни. Адмиралитет је именовао Александра Далримпела за хидрографа 1795. године, са задатком да прикупља и дистрибуира карте бродовима ХМ. У року од годину дана сакупљене су постојеће карте из претходна два века и објављен је први каталог. Прва карта направљена под управом Адмиралитета била је карта залива Квајберон у Бретањи, а појавила се 1800.
Под капетаном Томасом Хердом одељење је добило своје прве професионалне смернице, а први каталози су објављени и постали доступни јавности и другим нацијама. Године 1829, контраадмирал сер Францис Бофорт, као хидрограф, развио је истоимену скалу и увео прве званичне табеле плиме и осеке 1833. и прва „Обавештења за поморце” 1834. Хидрографска канцеларија је била подвргнута сталној експанзији током 19. века; до 1855. године, Каталог графикона је навео 1.981 графикон који је дао дефинитивну покривеност целог света и производио преко 130.000 графикона годишње, од којих је око половине продато.
Реч хидрографија потиче од старогрчког ὕδωρ ('hydor'), „вода“ и γράφω ('graphō'), „писати“.

## Организације
Хидрографске услуге у већини земаља обављају специјализоване хидрографске службе. Међународна координација хидрографских напора је у надлежности Међународне хидрографске организације.
Хидрографска канцеларија Уједињеног Краљевства је једна од најстаријих, која снабдева широк спектар карти које покривају свет другим земљама, савезничким војним организацијама и јавности.
У Сједињеним Државама, функцију хидрографског цртања од 1807. године спроводи Служба за обалско истраживање Националне управе за океане и атмосферу у оквиру Министарства трговине САД.